# 시청지수
시청자 감상지수 (Audience Appreciation Index, AI)는 영국의 텔레비전 방송 시청자, 라디오 방송의 청취자에 관한 통계로서 감상의 수준을 0에서 100까지 측정한 지표이다.
시청지수는 2002년까지 영국의 주요 방송사와 광고주를 대상으로 TV 시청률을 집계하여 제공하는 전문기관인 방송사 시청자 조사 위원회 (BARB)가 담당하였다. 현재는 BBC 시청자조사단의 의뢰로 GfK NOP에서 온라인 TV 시청 설문조사의 일환으로 발표하고 있다.

## 상세
특정 프로그램의 시청지수는 방송 다음날 온라인으로 기록되기 때문에, 통상적으로는 방송 이틀 후에 확인이 가능하나, 보통 BBC 측에서 해당 지수를 일반에 따로 공개하지는 않는다. 시청지수는 소규모 시청자나 특정 시청자를 대상으로 제작된 프로그램에 대한 시청자의 감상 수준을 평가하는 데 특히 유용한 것으로 평가된다. 프로그램의 시청률이 보통 수준이더라도 시청지수가 높은 경우라면 해당 프로그램을 이어나갈지 여부를 결정하는 데 있어 좋은 자료가 된다.
시청지수의 평균점수는 2013년 4월~6월 BBC 주요 4개 채널 (BBC One, BBC Two, BBC Three, BBC Four) 방영 프로그램 기준으로 82.3점으로 집계되며, 라디오 프로그램은 79.9점으로 집계되고 있다. 2009년 기준 BBC One과 ITV1에서 방영된 드라마 프로그램의 평균 시청지수는 84점으로 집계되었다. 시청자의 집중도에 관련된 지표이므로 특정 시청자층의 관심을 끄는 프로그램은 더 높은 점수를 받는 경우가 많다. 
BBC 제작진을 대상으로 한 내부 지침에서는 점수에 따라 등급으로 나누기도 하는데, 85점 이상인 경우에는 '우수' (excellent), 90점 이상인 경우에는 '이례적' (exceptional)으로 부른다. 반대로 60점 이하는 '불량' (poor), 55점 이하는 '매우 불량' (very poor)으로 평가한다. 프로그램에 대한 반응이 너무 적어 시청지수를 도출하지 못하는 경우도 존재한다. 다만 모든 프로그램에 시청지수가 산출된다 하여 그것이 결정적인 척도로 받아들일 수는 없는데, 특정 프로그램 범주 내에서의 비교는 가능하더라도, 각기 다른 유형의 프로그램 (퀴즈쇼와 드라마)의 시청지수를 비교하는 것은 별 의미가 없다는 뜻이다.
상술한 BBC 내부 등급과 마찬가지로 한 프로그램이 90점대를 기록한 사례는 드문 편이며, 소규모 채널 (Sky1 등)에서 미국산 프로그램을 방영했거나, 특정 시청자층을 타깃으로 삼은 프로그램, 아니면 정말 인기있는 드라마가 90점대를 기록하는 경우가 많다. 2009년 말까지 집계된 역대 시청지수의 최고 기록은 97점이었는데 이 역시 Sky1에서 방영된 미국 프로그램이었다. 반대로 30점 미만을 기록한 사례도 몹시 드물지만, 선거기간에 방영되는 일부 정당 방송은 20점대에 머무른 적도 있다.  시청지수가 잘 나오는 프로그램은 해당 시청자가 이미 좋아하던 프로그램이거나 그와 비슷해서 기대하는 프로그램에 집중하는 경향이 있으므로, 시청지수라는 것이 유의미한 지표인가라는 점에서 비판적인 시선도 있다.

## 역사
1936년 BBC는 라디오와 텔레비전 시청자를 대상으로 설문조사를 실시하기 시작했다. 지금처럼 단순히 청취자나 시청자 수를 세는 것이 아니라 프로그램 자체에 대한 의견을 취합하려는 의도였다. BBC는 자원봉사자를 동원해, 청취 및 시청 습관에 대한 일기를 작성하여 정기적으로 자사에 제출토록 하였다. 이를 점수로 산정하여 프로그램 제작자들에게 개별적으로 제공한 것이 '시청지수'의 기원이다.
이러한 방식은 시청률이 떨어지는 프로그램임에도 소수의 열광 시청자 팬 덕에 시청지수가 과다하게 나오는 경우가 생기면서 산정방식에 결함이 있음이 지적되었다. 1955년 영국에서 민영 TV 방송이 개시되면서 광고주들은 프로그램에 대한 시청자들의 태도보다는 시청률 자체에 더 관심을 두었고, 이는 총 시청자수 통계를 시작하는 계기가 되었다. 민영방송 개시와 함께 각 방송사는 자체 시청률 통계와 시청자 의견을 시청지수의 형태로 수집하기 시작했으며, 1981년에는 영국 방송계의 협력으로 방송사 시청자 조사 위원회 (BARB)가 설립되어 시청지수의 집계를 전담하게 되었다. 2002년 BARB는 시청지수 집계를 중단하였으며, 현재는 BBC의 자체 집계를 위탁하는 방식으로 집계되고 있다.

## 같이 보기
- 방송사시청자연구위원회
- 시청률
- 닐슨 레이팅스